# Сувчарско пръскало
Сувчарското пръскало е водопад в Средна Стара планина, в границите на Национален парк „Централен Балкан“. Височината на водния пад е 54 м.
Намира се близо до с. Христо Даново (на 3 км от с. Кърнаре), община Карлово. До водопада се стига по изоставен асфалтов път, на места с много паднали камъни, нагоре към планината. След около час и двадесет минути от центъра на селото се стига до циментов мост, при който има отклонение вдясно по едва забележима пътечка по десния бряг на Сувчарска река (реката се води Сувчарска, според последното издание на картите за Ком-Емине). След около 200 м (десетина минути стръмно изкачване) се открива незабравима гледка към водопада, който се разкрива в цялото си величие. Красивият му 54 м чист пад действително му отрежда достойно място сред природните забележителности. Самият водопад се сгромолясва от красив скален венец в малко езерце в подножиято му, затова пътеката го заобикаля с неголяма дъга отляво.
Сувчарското пръскало е обявено за природна забележителност със заповед №3796 от 11.10.1965 г.